# Чолабаргі
Чолабаргі (груз. ჩოლაბარგი) — село в Грузії.
За даними перепису населення 2014 року в селі проживає 433 особи.